# 石塘镇 (万源市)
石塘镇，是中华人民共和国四川省达州市万源市下辖的一个乡镇级行政单位。
2015年，万源市撤销石塘乡，设立石塘镇，以原石塘乡所属行政区域为石塘镇的行政区域。

## 行政区划
石塘镇下辖以下地区：
前进社区、柳树村、杉林湾村、贺家湾村、瓦子坪村、长田坝村、陈家坝村和大田坡村。